# William Christie
William Christie   (Buffalo, 19 de desembre de 1944) és un director d'orquestra i clavecinista francès d'origen estatunidenc. És especialista en repertori barroc i clàssic i és el fundador del conjunt Les Arts Florissants.

## Joventut i formació
Fill d'arquitecte, entre els 13 i els 18 anys va participar en el petit conjunt vocal dirigit per la seva mare. Mentre que els seus pares li van permetre aprendre el piano i el cant, la seva primera aproximació a la música barroca francesa va ser de la seva àvia. A més, amb els seus pares, va visitar països europeus durant la seva joventut.
El jove William pensava a convertir-se en metge. Tanmateix, cada cop més atret per les belles arts, va ingressar a Harvard el 1962 per estudiar història de l'art, on es va graduar el 1966. Encara apassionat pel clavicèmbal, William Christie va continuar els seus estudis a la Universitat Yale on Ralph Kirkpatrick li va ensenyar aquest instrument entre 1966 i 1970, seguit de Kenneth Gilbert.
Per evitar haver d'enrolar-se a l'exèrcit per a la guerra del Vietnam, a la qual s'oposava fermament, va decidir el 1968 incorporar-se a un programa de formació d'oficials de reserva. Va ser assignat per ensenyar al Dartmouth College, però el tiroteig a la Kent State University va canviar la situació el 4 de maig de 1970. Seguint una recomanació de John Evarts, l'ambaixador de la música a la UNESCO i per consell de la comtessa Geneviève de Chambure amb la que s'havia trobat a Nova York el 1968, va deixar els Estats Units per unir-se a l'Orquestra Simfònica de la BBC.

## Arribada a França i fundació del conjunt Les Arts Florissants
L'any 1971 va travessar el Canal per incorporar-se a l'orquestra ORTF. A França, el jove músic es va interessar ràpidament pel repertori barroc francès dels segles XVII i XVIII, aleshores molt abandonat i que volia rehabilitar, en particular Marc-Antoine Charpentier, Jean-Baptiste Lully i Jean-Philippe Rameau, que va donar que ell, guanyés el suport de l'acadèmia, la crítica, el públic i l'Estat francès.
Primer va formar part del grup Five Centuries Ensemble, grup musical interessat pel repertori barroc (Monteverdi i Gesualdo) però també per la música contemporània de Berio i Ligeti entre 1971 i 1975 i va gravar el seu primer disc. El 1976 es va incorporar al Concerto Vocale de René Jacobs, centrat exclusivament en la música barroca.
Finalment, l'any 1979, decideix fundar el seu propi conjunt Les Arts Florissants (nom manllevat de l'òpera de Marc-Antoine Charpentier) per dedicar-se a la interpretació de la música barroca amb instruments d'època. Per a ell, es tracta de participar en el retorn a l'estil i les tècniques utilitzades pels intèrprets dels segles XVII i XVIII. De fet, als anys 80, la recerca de l'autenticitat en la interpretació de la música barroca ja havia perdut el caràcter herètic que molts li atribuïen a principis dels 50 quan Nikolaus Harnoncourt o Gustav Leonhardt van inaugurar aquest plantejament.
Va ser naturalitzat francès el 1995.

## Reconeixement internacional
L'any 1987, amb motiu del tricentenari de Jean-Baptiste Lully, William Christie va dirigir a l'Opéra-Comique la recreació de la tragèdia lírica Atys, en una producció de Jean-Marie Villégier. Aquest esdeveniment és una fita en la història del redescobriment de la música barroca francesa, i marca un punt d'inflexió per a William Christie i el seu conjunt, els Arts Florissants, que van adquirir fama internacional. Aquesta producció també es va representar a l'Acadèmia de Música de Brooklyn el 1989 i a l'Opéra-Comique el 2011, i va ser filmada per a un DVD llançat el mateix any. El DVD d'aquesta producció es va reeditar l'any 2021, un esdeveniment qualificat com una necessitat històrica innegable i absoluta.
Però el clavecinista i director d'orquestra no només s'interessa pel repertori francès de l'època barroca al qual es dedica en exclusiva. També dirigeix obres de Händel, Purcell, Telemann, Monteverdi, òperes o oratoris encara força rars, com Rodelinda al Théâtre du Châtelet, convidat al Festival de Glyndebourne l'any 2002 amb la nova producció de Jean-Marie Villégier o Il ritorno d'Ulisse in patria al Grand Théâtre de Bordeus. Va ser sota la seva direcció que Les Boréades de Rameau va entrar al repertori de l'òpera de París l'any 2003.
Els anys 2007 i 2008, va reviure Zampa (la núvia de marbre) de Ferdinand Hérold a l'escenari de la Salle Favart per invitació de Jérôme Deschamps, nou director de la institució en substitució de Jérôme Savary. L'obra és interpretada sobretot per Richard Troxell en el paper de Zampa i Patricia Petibon en el de Camille.
Amb motiu dels trenta anys d'Arts Florissants, el segell Harmonia Mundi va publicar l'any 2009, enregistraments d'aquesta música barroca francesa dels anys 80 i 90, madrigals de Monteverdi, Actéon de Charpentier i altres títols rars.
En aquest camp de l'òpera, William Christie dirigeix tant els Arts Florissants (sobretot a l'Òpera de París, l'Òpera Còmica, el Théâtre des Champs-Élysées, (Salle Pleyel) com a altres orquestres com a director convidat, com a l'Opernhaus Zürich per Semele amb Cecilia Bartoli l'any 2009. Ha actuat diverses vegades al Festival de Glyndebourne on va dirigir l'orquestra Âge des Lumières  per la Theodora de Händel l'any 2012. També va ser convidat diverses vegades per Simon Rattle per dirigir l'Orquestra Filharmònica de Berlín. La seva activitat com a clavecinista es limita avui a la participació com a continuista en els concerts d'Arts Florissants.
Membre de la Reial Acadèmia de Música, va ser elegit membre de l'Acadèmia de Belles Arts el 12 de novembre de 2008 a la càtedra de Marcel Marceau (1923-2007), a la secció de socis lliures. Va ser rebut sota la cúpula el 27 de gener de 2010 per Hugues Gall durant una sessió presidida per l'arquitecte Roger Taillibert.

## Jardins i patrimoni a Thiré
El 1985, William Christie va adquirir una residència del segle XVI a Thiré, a la Vendée. Es va dedicar a la seva restauració i va crear el seu propi jardí que va descriure així:
És un jardí eclèctic, sobretot d'inspiració europea.
 Aquesta residència i els seus jardins van figurar a l'Inventari Suplementari de Monuments Històrics l'any 2007. Des de l'any 2012 s'hi celebra cada any a finals d'agost un festival anomenat «Rencontres musicales»: als jardins de William Christie», en col·laboració amb el consell departamental de la Vendée. Aquest festival permet a tots els públics descobrir la música barroca a través de tallers musicals oberts als més menuts, a través de concerts als quatre racons dels jardins a la tarda, un espectacle al vespre sobre un escenari flotant sobre un mirall d'aigua per anar acabant amb Meditacions a alba a l'església de Thiré. Considerat una llar d'infants per a joves talents, aquest Jardin des Voix es renova cada estiu.
Va obtenir el suport de la missió Stéphane Bern com a part del Loto Patrimoine.

## El vincle amb la Cité de la Musique i la Philharmonie de París
William Christie al capdavant de Les Arts Florissants va participar en el concert inaugural de la Cité de la Musique l'any 1995. Va ser l'inici d'una llarga col·laboració entre William Christie i el seu conjunt amb la Cité de la Musique, llavors també amb la Salle Pleyel. Aleshores William Christie va trobar el seu lloc amb el seu conjunt com a resident a la nova Philharmonie de París, amb un concert inaugural el 2015. També està vinculat a les accions del Museu de la Música. Cada any, Les Arts Florissants presenten un programa barroc a la Philharmonie de París, sota la direcció de William Christie o Paul Agnew. Va impartir una classe magistral amb Paul Agnew amb motiu dels quaranta anys de Les Arts Florissants a la Philharmonie de París.

## Transmissió a les generacions més joves
William Christie vol assegurar la transmissió de la seva passió pel patrimoni a les generacions de demà, ja sigui en el camp de la música o dels jardins.
Professor convidat al Conservatori Nacional de Música i Dansa de París i al Conservatori Nacional de Música i Dansa de Lió del 1977 al 1981, i a la Sommerakademie für Alte Musik d'Innsbruck entre el 1978 i el 1983, és professor del Conservatori Nacional Superior de música i dansa a París del 1982 al 1995.
Des del 2002, a Caen amb Kenneth Weiss i avui a Thiré amb Paul Agnew, William Christie dirigeix Le Jardin des Voix, un projecte educatiu que té com a objectiu contribuir a la formació de joves cantants i donar-los experiències professionals d'alt nivell: després de dues setmanes d'assaig, els cantants seleccionats participen en una gira de concerts que sovint es fa a l'espai. El Jardin des Voix va ser objecte d'un documental emès el juny de 2008 a France 3, titulat Baroque Académie.
El 2005, va crear el departament de música antiga a la Juilliard School de Nova York, 39, on es va convertir en artista resident.
En l'àmbit hortícola, l'any 2015 va posar en marxa el premi Jardí Efímer per a joves paisatgistes o botànics, i acull durant tot l'any joves estudiants dels instituts d'horticultura per fer pràctiques als seus jardins.
El documental William Christie o l'art de donar de Jarmila Buzkova, publicat el 2019, recorre aquesta aventura de transmissió.

## Compromís amb la cultura
William Christie va decidir l'any 2017 donar tots els seus actius per crear una fundació reconeguda com a d'utilitat pública, la fundació Les Arts Florissants–William Christie, amb l'objectiu de transmetre la seva passió per la música barroca i els jardins a les generacions més joves. Una aventura realment nova per assegurar la continuació de la seva obra.
A finals de 2019, amb motiu del cap de setmana d'aniversari de Les Arts Florissants a la Philharmonie de París, William Christie va nomenar Paul Agnew codirector musical del seu conjunt, en un enfocament coherent i a llarg termini.

## Discografia selecta
- A Spiritual Concert: Motets and Psalms de Claudio Monteverdi - Enregistrament amb el Concert Vocal de René Jacobs, William Christie, clavecí i positiu (La música primer Harmonia Mundi)
- Fragments de La Selva morale e spirituale Les Arts Florissants de Claudio Monteverdi – The Flourishing Arts, Konrad Junghänel, teorba i llaüt, W. Christie, clavecí, orgue i direcció (La música primer Harmonia Mundi)
- Te Deum H.146 i Grand Office des Morts H.2, H.12, H.311 de Marc-Antoine Charpentier, cor i orquestra de Les Arts Florissants (Clàssics Verges 2005)
- Atys de Jean-Baptiste Lully - Cor i orquestra de Les Arts Florissants (3CD Harmonia Mundi)
- Idoménée (versió de 1731) d'André Campra, Bernard Deletré, Idoménée, Sandrine Piau, Electre, Monique Zanetti, Ilione, Jean-Paul Fouchécourt, Idamante, Les Arts Florissants, direcció William Christie (3 CD Harmonia Mundi, 1992)
- Orlando de Georg Friedrich Handel – cor i orquestra de Les Arts Florissants, William Christie, clavicèmbal i direcció (2CD Erato)

Caecilia Virgo i Martyr H.413 i Filius Prodigus H.399 de Marc-Antoine Charpentier – cor i orquestra de Les Arts Florissants, William Christie, orgue i direcció (Harmonia Mundi 1980)
- The Judgment of Solomon H.422, Motet per a una llarga ofrena H.434, de Marc-Antoine Charpentier – cor i orquestra de Les Arts Florissants, William Christie, orgue i direcció (Virgin classics 2006)

## Distincions
1981
- Prix Edison

1982
- Grand Prix du Disque
- Prix mondial de Montreux

1984
- Gramophone Record of the Year

1987
- Prix AFP
- Deutscher Schallplattenpreis
- Grand prix Charles Cros
- Grand prix de la Critique (meilleur spectacle lyrique)
- prix Opus (États-Unis)

1992
- Prix international de musique classique

1995
- Victoire de la musique (meilleur enregistrement de musique ancienne ou baroque)
- Gramophone Record of the Year

1997
- prix Grand siècle Laurent Perrier
- Gramophone Record of the Year

2000
- Doctor honoris causa de la Universitat de Nova York
- Membre de l'Ordre de la Pléiade décerné par l'Assemblée parlementaire de la francophonie
- Gramophone Award in the Baroque Vocal Category pour Haendel

2001
- Grammy Award pour Best Opera Recording
- Prix Arturo Toscanini de l'Académie du disque lyrique
- Cannes Classical Awards pour Alcina de Handel

2002
- Harvard Arts Medal

2005
- Prix Georges Pompidou

2008
- Elegit a l'Acadèmia de Belles Arts (França) (fauteuil du mime Marcel Marceau)

## Honors
- Oficial (15 de març de 2004) i  després comandant (2 d'abril de 2010)[31] de la Legió d'Honor.
- Gran oficial (14 de maig de 2014)[32] i després gran creu (20 de juny de 2022)[33] de l'Orde Nacional del Mèrit.[34]
- Comandant de l'Orde de les Arts i les Lletres.[35][36]
- Cavaller de l'Orde del Mèrit Agrícola.[37]